# Cany-Barville
Cany-Barville je francouzská obec v departementu Seine-Maritime v regionu Normandie. V roce 2009 zde žilo 3 080 obyvatel. Je centrem kantonu Cany-Barville.